# Championnat de Suisse de football 1902-1903
Navigation
Édition précédente Édition suivante
La 6e édition du championnat de Suisse de football est remportée par le BSC Young Boys.
Le FC Zurich et le FC Neuchâtel complètent le podium.
Le championnat est divisé en trois groupes régionaux. Les premiers de chaque groupe sont qualifiés pour la phase finale décidant du champion. 

## Les clubs de l'édition 1902-1903
| Club                    | Ville             |
| ----------------------- | ----------------- |
| Blue Stars Saint-Gall   | Saint-Gall        |
| BSC Old Boys            | Bâle              |
| BSC Young Boys          | Berne             |
| FC Bâle                 | Bâle              |
| FC Berne                | Berne             |
| FC La Chaux-de-Fonds    | La Chaux-de-Fonds |
| FC Neuchâtel            | Neuchâtel         |
| FC Saint-Gall           | Saint-Gall        |
| FC Winterthur           | Winterthour       |
| FC Zurich               | Zurich            |
| Fortuna Bâle            | Bâle              |
| Grasshopper-Club Zurich | Zurich            |
| International Zurich    | Zurich            |
| Montriond Lausanne      | Lausanne          |
| Servette FC             | Genève            |

## Compétition

### Classements
Le classement est établi sur le barème de points classique (victoire à 2 points, match nul à 1, défaite à 0).

#### Groupe Ouest
| Rang | Équipe               | Pts | J | G | N | P | Bp | Bc | Diff |
| ---- | -------------------- | --- | - | - | - | - | -- | -- | ---- |
| 1    | FC Neuchâtel         | 10  | 6 | 4 | 2 | 0 | 17 | 8  | +9   |
| 2    | FC La Chaux-de-Fonds | 5   | 6 | 2 | 1 | 3 | 14 | 12 | +2   |
| -    | Montriond Lausanne   | 5   | 6 | 2 | 1 | 3 | 8  | 12 | -4   |
| 4    | Servette FC          | 4   | 6 | 2 | 0 | 4 | 9  | 16 | -7   |

|  | Qualification pour la phase finale |

#### Groupe Centre
| Rang | Équipe         | Pts | J | G | N | P | Bp | Bc | Diff |
| ---- | -------------- | --- | - | - | - | - | -- | -- | ---- |
| 1    | BSC Young Boys | 12  | 7 | 6 | 0 | 1 | 29 | 5  | +24  |
| 2    | BSC Old Boys   | 11  | 7 | 5 | 1 | 1 | 16 | 7  | +9   |
| 3    | FC Bâle        | 6   | 8 | 3 | 0 | 5 | 13 | 20 | -7   |
| 4    | FC Berne       | 3   | 7 | 1 | 1 | 5 | 10 | 21 | -11  |
| 5    | Fortuna Bâle   | 2   | 5 | 1 | 0 | 4 | 3  | 18 | -15  |

|  | Qualification pour la phase finale |

Le Fortuna Bâle est disqualifié après des incidents survenus lors de la rencontre Fortuna - BSC Old Boys.

#### Groupe Est
| Rang | Équipe                  | Pts | J  | G | N | P | Bp | Bc | Diff |
| ---- | ----------------------- | --- | -- | - | - | - | -- | -- | ---- |
| 1    | FC Zurich               | 17  | 10 | 8 | 1 | 1 | 37 | 9  | +28  |
| 2    | FC Saint-Gall           | 14  | 9  | 6 | 2 | 1 | 22 | 6  | +16  |
| 3    | Grasshopper-Club Zurich | 10  | 9  | 5 | 0 | 4 | 26 | 19 | +7   |
| 4    | Blue Stars Saint-Gall   | 7   | 9  | 3 | 1 | 5 | 24 | 25 | -1   |
| 5    | International Zurich    | 2   | 9  | 1 | 0 | 8 | 9  | 52 | -43  |
| 6    | FC Winterthur           | 2   | 6  | 1 | 0 | 5 | 7  | 14 | -7   |

|  | Qualification pour la phase finale |

#### Phase finale
Matchs
| Équipe 1       | Résultat | Équipe 2     | Date         | Lieu   |
| -------------- | -------- | ------------ | ------------ | ------ |
| BSC Young Boys | 3 - 1    | FC Zurich    | 22 mars 1903 | Zurich |
| BSC Young Boys | 5 - 0    | FC Neuchâtel | 29 mars 1903 | Bienne |

Le match entre le FC Zurich et le FC Neuchâtel n'ayant plus d'influence sur l'attribution du titre, il n'est pas joué.
Classement
| Rang | Équipe         | Pts | J | G | N | P | Bp | Bc | Diff |
| ---- | -------------- | --- | - | - | - | - | -- | -- | ---- |
| 1    | BSC Young Boys | 4   | 2 | 2 | 0 | 0 | 8  | 1  | +7   |
| 2    | FC Zurich      | 0   | 1 | 0 | 0 | 1 | 1  | 3  | -2   |
| -    | FC Neuchâtel   | 0   | 1 | 0 | 0 | 1 | 0  | 5  | -5   |

|  | Champion de Suisse |

## Bilan de la saison
| Tableau d'Honneur                 |                |
| Compétition                       | Vainqueur      |
| Championnat de Suisse de football | BSC Young Boys |